# Froha
Froha (em árabe: فروحة) é uma cidade e comuna localizada na província de Mascara, Argélia. Segundo o censo de 2008, a população total da cidade era de 13 769 habitantes.